# Basse-Rentgen
Basse-Rentgen är en kommun i departementet Moselle i regionen Grand Est (tidigare regionen Lorraine) i sydvästra Frankrike. Kommunen ligger i kantonen Cattenom som tillhör arrondissementet Thionville-Est. År 2022 hade Basse-Rentgen 525 invånare.

## Befolkningsutveckling
Antalet invånare i kommunen Basse-Rentgen
| Referens: INSEE |